# Comuna de Płoniawy-Bramura
Płoniawy-Bramura (polaco: Gmina Płoniawy-Bramura) é uma gminy (comuna) na Polónia, na voivodia de Mazóvia e no condado de Makowski. A sede do condado é a cidade de Płoniawy-Bramura.
De acordo com os censos de 2004, a comuna tem 5923 habitantes, com uma densidade 43,9 hab/km².

## Área
Estende-se por uma área de 134,96 km², incluindo:
- área agricola: 69%
- área florestal: 24%

## Demografia
Dados de 30 de Junho 2004:
|                      | Total   | Total | Mulheres | Mulheres | Homens  | Homens |
| -------------------- | ------- | ----- | -------- | -------- | ------- | ------ |
|                      | pessoas | %     | pessoas  | %        | pessoas | %      |
| População            | 5923    | 100   | 2947     | 49,8     | 2976    | 50,2   |
| Densidade (pop./km²) | 43,9    | 100   | 21,8     | 21,8     | 22,1    | 22,1   |

De acordo com dados de 2002, o rendimento médio per capita ascendia a 1471,16 zł.

## Comunas vizinhas
- Czerwonka, Jednorożec, Karniewo, Krasne, Krasnosielc, Przasnysz, Sypniewo